# Ostseewerft Jantar

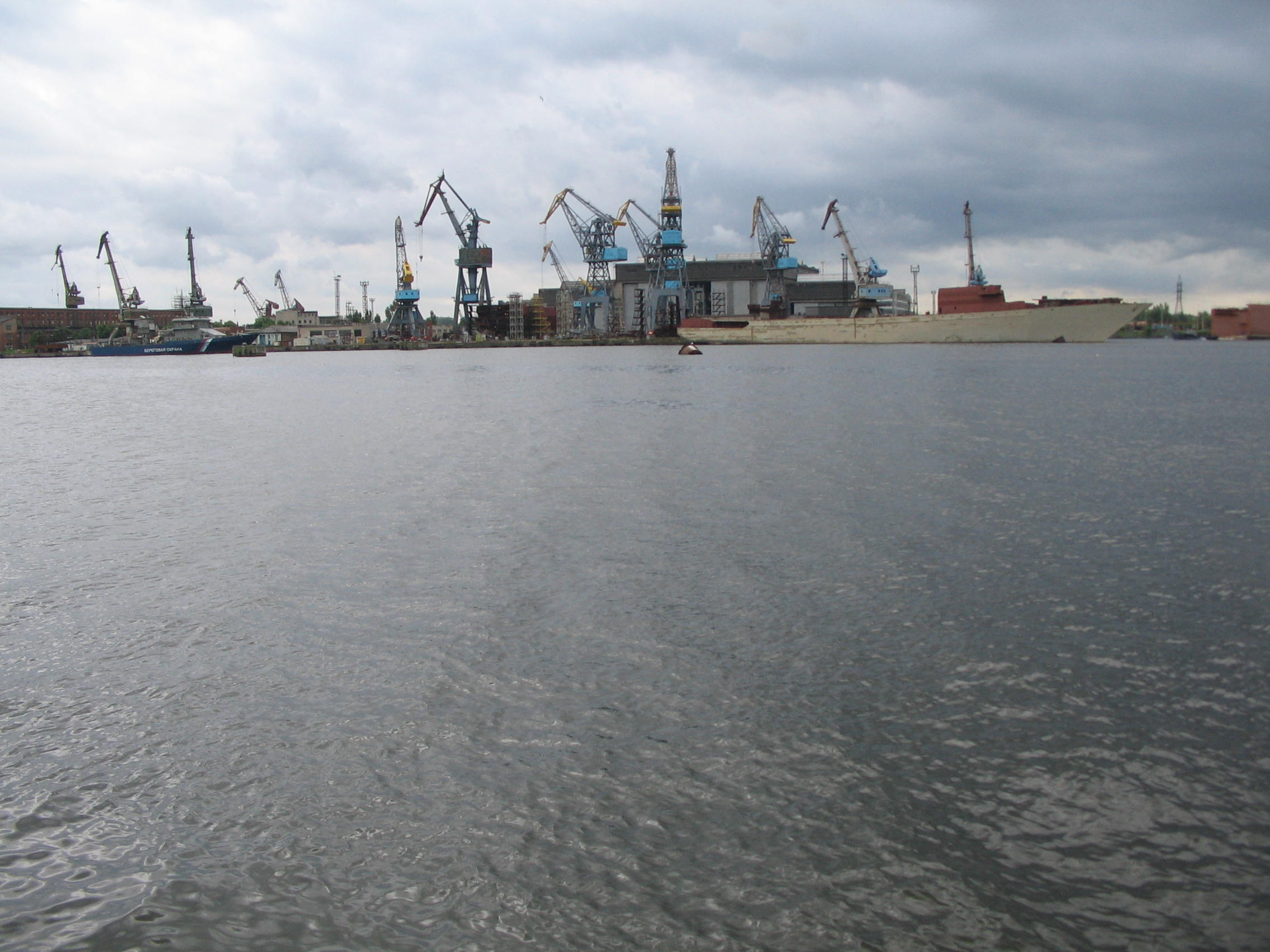
Jantar-Werft (2008)

Die Schiffswerft Jantar (russisch АО Прибалтийский судостроительный завод «Янтарь», übersetzt „Ostseewerft Bernstein“ oder ausführlich „An der Ostsee [gelegener] Schiffbau-Betrieb «Bernstein»“) liegt im Westen des Hafengeländes am Südufer des Flusses Pregel in Kaliningrad, Russland.

## Geschichte
Das Unternehmen ging bei Kriegsende 1945 aus dem Königsberger Zweigbetrieb der in Elbing (1919–1939 Ostpreußen) ansässigen Schichau-Werke hervor, der seinerseits aus der bis 1931 selbständigen Union-Gießerei, Lokomotivfabrik & Schiffswerft Königsberg hervorgegangen war, die außer Schiffen auch bzw. vorrangig Lokomotiven hergestellt hatte. Der Schiffbau im polnisch okkupierten Elbing wurde eingestellt. Die Schichau-Werft in Danzig wurde 1950 mit der Danziger Werft zur später berühmten Lenin-Werft zusammengefasst, aus der Werft im sowjetisch okkupierten Königsberg wurde die „Jantar“-Werft. Zu Sowjetzeiten firmierte die Werft in Königsberg auch unter der Bezeichnung Werft No. 820 und fertigte überwiegend Kriegsschiffe für die Sowjetische Marine. Auch nach der Auflösung der Sowjetunion blieb das Hauptgeschäft der nun russischen Werft das der Kriegsschiffe. Die Werft zählt zur United Shipbuilding Corporation (USC; russisch АО «Объединённая судострои́тельная корпора́ция» (ОСК), transkribiert Obedinjonnaja sudostroitelnaja korporazija), dem größten Schiffbauunternehmen in Russland, das als Werftengruppe Handelsschiffbau und Marineschiffbau betreibt.

## Schiffe
1961 bis 1976 wurden Schiffe der Petya-Klasse und des Projekt 35 (Mirka-Klasse), leichte Fregatten,  auf der Werft gebaut.
Auf der „Jantar“-Werft wurden insgesamt 8 Einheiten der Kriwak-I-Klasse (Projekt 1135) gebaut. Zeitraum des Baus war zwischen 1968 und 1975. In der Folge wurden elf Einheiten der von der NATO als Kriwak-II-Klasse bezeichneten Projekts zwischen 1975 und 1983 gebaut.
Drei Schiffe des Projekts 1174, einer Klasse von großen Landungs- und Dockschiffen,  wurden zwischen 1976 und 1990 in Kaliningrad gebaut.
Während der 1980er-Jahre wurden auf der Werft Zerstörer der Udaloy-Klasse gebaut.
Zwei Schiffe der Neustraschimy-Klasse wurden ebenfalls auf der Werft gebaut. Die Neustraschimy (Неустрашимый) wurde 1986 in Kaliningrad auf Kiel gelegt und lief 1991 vom Stapel. Die Jaroslaw Mudry (Ярослав Мудрый) wurde 1990 auf Kiel gelegt. Ihr Bau stockte wegen fehlender Finanzierung 1994 und konnte erst im Jahr 2002 fortgesetzt werden. Das Schiff wurde am 19. Juni 2009 in Dienst gestellt.
In den 1990er Jahren wurden diverse Schiffe und teilweise auch nur Kaskos für die deutsche Küstenwache und Wasserstraßen- und Schifffahrtsverwaltung des Bundes gebaut wie z. B. die Bad-Bramstedt-Klasse der Bundespolizei oder die Vermessungsschiffe des Typs Fassmer SV 30 der Wasserstraßen- und Schifffahrtsverwaltung des Bundes.
1997 wurde ein Vertrag zum Bau von Fregatten der Talwar-Klasse zwischen Indien und Russland unterzeichnet. Im Sommer 2006 wurde ein Baulos von drei Schiffen bestellt, das auf der „Jantar“-Werft in Kaliningrad gebaut wurde.

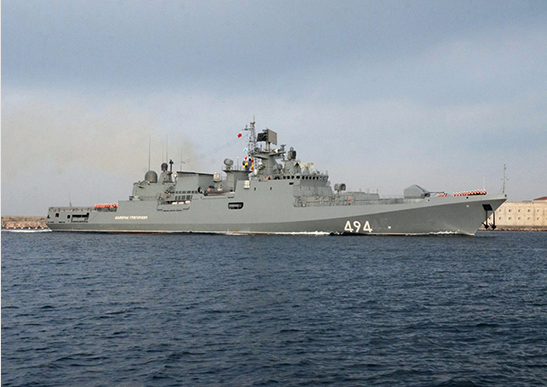
Die Admiral Grigorowitsch im Dezember 2016

2010 wurde bekannt, dass bei der Schiffswerft drei neue Fregatten des Projekts 1135 für die Schwarzmeerflotte bestellt wurden. Entsprechend dieser Bestellung fand bei „Jantar“ am 18. Dezember 2010 die Kiellegung der Admiral Grigorowitsch statt, die im Jahr 2016 an die Flotte übergeben wurde. Am 8. Juli 2011 wurde die Admiral Essen auf Kiel gelegt und im Jahr 2016 an die Flotte übergeben. Die Kiellegung des dritten Schiffes der Serie, der Admiral Makarow, fand am 29. Februar 2012 statt.
Zwischen 2010 und 2012 wurde auch die Jantar gebaut, ein Aufklärungsschiff der russischen Nordflotte.